# Wednesday Night Wars
Wednesday Night Wars speelt zich af in het professioneel worstelen, het ontstond op 2 oktober 2019 toen AEW Dynamite debuteerde op TNT van tv-magnaat Ted Turner, de voormalige baas van WCW. Door Dynamite op dezelfde tijd als NXT van WWE uit te zenden startte er een nieuwe worsteloorlog op de woensdagavond. NXT wordt uitgezonden op USA Network. Het is de eerste kijkcijfer strijd tussen twee promoties sinds de Monday Night Wars, dat in 2001, toen WCW werd verkocht aan WWE werd beëindig. 

## Achtergrond
Op 24 juli 2019 kondigde worstelpromotie All Elite Wrestling (AEW) aan dat hun aanstaande televisieshow, later aangekondigd als All Elite Wrestling: Dynamite, in première zou gaan op woensdag 2 oktober en elke week live zou worden uitgezonden, wat de terugkeer betekende van het professioneel worstelen bij Turner Network Television (TNT) dat in 2001 de stekker uit WCW Nitro moest trekken door gebrek aan kijkcijfers en overname van WCW door WWE.
In augustus 2019 kondigde WWE aan dat ze WWE NXT naar de woensdagavond zouden verschuiven. Niet veel later werd bekend dat NXT naar USA Network zou gaan verhuizen (de eerste uitzending van de show op het netwerk sinds 20 december 2017). Volgens critici was de plotselinge overgang van NXT een paniek reactie binnen de WWE. 
Onder het nieuwe formaat ging NXT op 18 september in première in de Verenigde Staten, twee weken vóór het debuut van AEW op TNT. Vanwege een conflict mocht alleen het eerste uur van NXT de eerste twee weken op de Amerikaanse televisie worden uitgezonden, terwijl het tweede uur op WWE Network moest worden vertoond. Later is dit probleem opgelost.

## Kijkcijfers
In de twee weken voorafgaand aan de onderlinge competitie trok NXT respectievelijk 1.179 en 1.006 miljoen kijkers.
Op 2 oktober 2019 debuteerde Dynamite op TNT, met gemiddeld 1.409 miljoen kijkers. Ook NXT werd op die avond uitgezonden, en trok gemiddeld 891.000 kijkers.  

### TussenstandNXTvsDynamite
| Date                                                                                                   | NXT                 | Dynamite     |
| --- | ------------------- | ------------ |
| 2019-10-02                                                                                             | 891,000             | 1,409,000    |
| 2019-10-09                                                                                             | 790,000             | 1,140,000    |
| 2019-10-16                                                                                             | 712,000             | 1,014,000    |
| 2019-10-23                                                                                             | 698,000             | 963,000      |
| 2019-10-30                                                                                             | 580,000             | 759,000      |
| 2019-11-06                                                                                             | 813,000             | 822,000      |
| 2019-11-13                                                                                             | 750,000             | 957,000      |
| 2019-11-20                                                                                             | 916,000             | 893,000      |
| 2019-11-27                                                                                             | 810,000             | 663,000      |
| 2019-12-04                                                                                             | 845,000             | 851,000      |
| 2019-12-11                                                                                             | 778,000             | 778,000      |
| 2019-12-18                                                                                             | 795,000             | 683,000      |
| 2019-12-25                                                                                             | 831,000             | N/A          |
| 2020-01-01                                                                                             | 548,000             | 967,000      |
| 2020-01-08                                                                                             | 721,000             | 947,000      |
| 2020-01-15                                                                                             | 700,000             | 940,000      |
| ■ NXT Gewonnen                                                                                         | ■ Dynamite Gewonnen | ■ Gelijkspel |
| ■ Programma niet uitgezonden of kijkcijfers niet beschikbaar                                           |                     |              |
| Overall score Dynamite: 11 NXT: 3 Tie: 1 Kijkcijfers niet beschikbaar of programma niet uitgezonden: 1 |                     |              |